# اسکات اسپیر
اسکات اسپیر (انگلیسی: Scott Speer؛ زادهٔ ۵ ژوئن ۱۹۸۲) یک کارگردان اهل ایالات متحده آمریکا است. وی از سال ۲۰۰۵ میلادی تاکنون مشغول فعالیت بوده‌است.